# اس تملکوران
اِس تِمِلکوران (به ترکی استانبولی: Ece Temelkuran؛ زادهٔ ۲۲ ژوئیهٔ ۱۹۷۳) روزنامه‌نگار و نویسندهٔ اهل ترکیه است. وی از سال‌ ۲۰۰۰ تا ۲۰۰۹ در روزنامهٔ ملیت و از سال ۲۰۰۹ تا ۲۰۱۲ در روزنامهٔ خبرترک، به عنوان مقاله‌نویس فعالیت می‌کرد. وی از سال ۲۰۱۰ تا ۲۰۱۱، مجری تلویزیونی در شبکهٔ خبرترک بود.
تملکوران به دنبال نگارش مقالاتی در جهت انتقاد به دولت ترکیه، از روزنامهٔ خبرترک اخراج شد. مقالات او همچنین در رسانه‌های بین‌المللی مثل گاردین و لو موند دیپلماتیک منتشر شده‌اند.